# 1000 Forms of Fear
Az 1000 Forms of Fear Sia ausztrál énekesnő hatodik stúdióalbuma, amely 2014. július 4-én jelent meg Ausztráliában az Inertia Records, világszerte pedig a Monkey Puzzle és az RCA Records kiadók gondozásában. A lemez főként elektropop stílusú, de a reggae és a hiphop hatásait is magába foglalja. Dalszövegei középpontjában Sia küzdelme áll a drogfüggőség és a bipoláris zavara ellen. Utóbbit 2019-ben komplex poszttraumás stressz zavarként diagnosztizálták újra az énekesnőnél.
Az 1000 Forms of Fear általában kedvező kritikákat kapott a zenekritikusoktól, akik dicsérték Sia énekhangját és az album lírai tartalmát. Az album az első helyen debütált az amerikai Billboard 200-as listán, az első héten 52 000 eladott példányszámmal. A kiadvány Ausztráliában és Kanadában is a listák élére került, valamint Dánia, Új-Zéland, Norvégia, Svédország, Svájc, Norvégia, Svédország és az Egyesült Királyság albumlistáinak Top 5-ös mezőnyébe jutott. 2015. október 26-án a RIAA arany minősítést adott neki, ami 500 000 albummal egyenértékű egységet jelent az Egyesült Államokban. 2016 januárjáig az album világszerte 1 millió példányban kelt el.
Az albumról négy kislemez jelent meg. A 2014 márciusában megjelent Chandelier világszerte bekerült a slágerlisták Top 10-es mezőnyébe; az amerikai Billboard Hot 100-as listán a nyolcadik helyen végzett, és ez lett Sia első olyan dala, amellyel önálló előadóként került fel a listára. A Big Girls Cry 2014 júniusában jelent meg. Sia szóló verziója az Elastic Heart dalból – amely eredetileg The Weeknddel és Diplóval közösen készült – 2015 januárjában jelent meg, és a Hot 100 Top 20-as mezőnyébe került. A Fire Meet Gasoline negyedik és egyben utolsó kislemezként jelent meg Németországban 2015. június 19-én. A Chandelier hivatalos videóklipjét több mint 2 milliárdszor nézték meg a YouTube-on, az Elastic Heart klipjét pedig több mint 1 milliárdszor.
Az album népszerűsítése érdekében Sia számos tévéműsorban, többek között a The Ellen DeGeneres Show-ban és a Jimmy Kimmel Live! című műsorokban lépett fel. 2014 és 2015 folyamán Sia felkérte Maddie Zieglert, aki az album három klipjében is szerepelt, hogy fellépései során táncán keresztül személyesítse meg az énekesnőt a színpadon. Az 1000 Forms of Fear 2014-ben három ARIA Music Awards-díjat nyert el, és több kiadvány, köztük a The Boston Globe és a Rolling Stone is a 2014-es év legjobb albumai közé sorolta. Első kislemeze, a Chandelier négy Grammy-jelölést kapott Az év dala, Az év felvétele, A legjobb szóló popénekes teljesítmény és A legjobb videóklip kategóriában.

## Háttér
2010-ben Sia kiadta ötödik stúdióalbumát, a We Are Bornt, amely az ARIA Albums Chart második helyén végzett, és az Ausztrál Hanglemezipari Szövetség arany minősítést adott neki. A We Are Born megjelenése után Sia úgy döntött, hogy visszavonul az előadóművészi karriertől, és dalszerzői karriert fut be. Megírta a Titanium című dalt Alicia Keys amerikai énekesnő számára, de később elküldte David Guettának, aki Sia eredeti demóvokálját is felvette a dalra, és 2011-ben kislemezként kiadta. A Titanium világszerte kereskedelmi siker volt, az Egyesült Államokban, Ausztráliában és számos európai országban az első öt helyen szerepelt a slágerlistákon. Sia azonban nem volt elégedett a kislemez sikerével: „[...] Nem is tudtam, hogy ez fog történni, és nagyon feldúlt voltam. Mivel épp akkor vonultam vissza, popdalszerző akartam lenni, nem előadó”. 2011 és 2013 között Sia azzal vált ismertté, hogy dalokat írt Christina Aguilerának, Beyoncénak, Flo Fridának és Rihannának.
2013 szeptemberében Sia az otthoni stúdiójában vett fel vokálokat, abban a reményben, hogy a következő tavasszal új albumot jelentet meg. Még abban az évben az RCA Records képviselőinek egy csoportja, köztük a kiadó vezérigazgatója, Peter Edge találkozott Siával, hogy egy lemezszerződésről tárgyaljanak. Az énekesnő beleegyezett egy új albummal kapcsolatos szerződésbe, amelyben nem volt köteles turnézni vagy sajtómegjelenéseket vállalni az album népszerűsítése érdekében. Az NME 2015 februárjában megjelent interjújában Sia elárulta, hogy az 1000 Forms of Fear szerződéses kötelezettségként jelent meg: „Alapvetően azért adtam ki, hogy kiszálljak a kiadói szerződésemből. Azt terveztem, hogy popdalokat írok más előadóknak. De a kiadói szerződésem előadóként szólt, így ki kellett adnom még egy albumot. Nem akartam híres lenni, ezért megtartottam az összes dalt, amit akartam, és nagyon jól éreztem magam a készítésén.”

## Kompozíció
Az 1000 Forms of Fear elsősorban egy elektropop album, hiphop és reggae hatásokkal. Első dala, a Chandelier egy elektropop dal, amely egy reggae-hatású ütemmel rendelkezik. Szövegileg a szám „egy bulizós lány életének csillogásáról és fáradalmairól” szól. A következő, Big Girls Cry című számot Alanis Morissette Hands Clean-jéhez hasonlították. A Burn the Pages című számban Sia egy barátját írta le, akit fel akar vidítani: „Be vagy tekerve, mint egy csúszócsomó / Amit egy izomagy kötött meg, aki éppen injekciózza magát”. Az Eye of the Needle egy „katonai-induló” zongoraballada, míg a Hostage egy újhullámos pop és ska szám, amelyben Sia hangja „úgy recseg, mint egy punkénekesnő”. A hatodik dal, a Straight for the Knife vonósokkal hangszerelt, és szövegében egy viharos kapcsolatot részletez.
A "Fair Game", ahol Sia azt énekli, hogy „Nézd, hogy vonaglok, bébi, de te vagy az, amire szükségem van” egy minimalista és vonósokkal teli dal az egyenrangú partner megtalálásának vágyáról. Az Elastic Heart szólóváltozata, melyben eredetileg The Weeknd és Diplo működött közre, egy trap dal. A dal „azzal az elsöprő erővel foglalkozik, amire [Sia]-nak szüksége volt ahhoz, hogy meggyőzze magát arról, hogy az életet érdemes tovább élni, miután kilépett egy nyomasztó kapcsolatból”. A Free the Animal dalszövege durva részletességgel tárja fel a halál fogalmátː „Robbants fel engem / Lőj ki, mint egy ágyúgolyót / Darálj le engem / Ölj meg, mint egy állatot.” A tizedik dalt, a Fire Meet Gasoline-t Harriet Gibsone, a The Guardian munkatársa Beyoncé Halo című dalához hasonlította. A Cellophane egy elektropop szám, amelyben Sia „egy fájdalommal teli kosárhoz” hasonlítja magát. Az 1000 Forms of Fear a Dressed in Black dallal zárul, amelyet Heather Phares az AllMusic-tól úgy jellemzett, mint egy balladát „nagyobb mélységgel, mint amilyeneket felkérésre ír.”

## Kislemezek
A Chandelier az 1000 Forms of Fear első kislemezeként szolgált. 2014. március 17-én vált elérhetővé az iTunes áruházakban digitális letöltésre. A dalhoz készült videóklip 2014. május 6-án jelent meg, és azóta több mint 2 milliárdszor nézték meg a YouTube-on. A videóban Maddie Ziegler táncosnő látható egy Sia-frizurára emlékeztető szőke parókában. A kislemez kereskedelmi siker lett, az amerikai Billboard Hot 100-as listán a nyolcadik helyen végzett, és ezzel Sia első olyan kislemeze lett, amellyel önálló előadóként szerepelt a listán. A Chandelier az európai és óceániai országok lemezlistáinak első öt helyezettje között szerepelt, többek között: Flandria és Franciaország (első hely), Ausztrália és Norvégia (második hely), Új-Zéland (harmadik hely), Egyesült Királyság (hatodik hely) és Szlovákia (ötödik hely). A számot az Australian Recording Industry Association háromszoros platinalemez, a Recorded Music NZ pedig aranylemez minősítéssel jutalmazta.
A Big Girls Cry június 25-én vált elérhetővé zenei letöltésre. 2015. április 2-án megjelent egy videóklip hozzá, amelyben Ziegler ugyanabban a szőke parókában, fekete háttér előtt, arcát eltorzítva és kezeit használva fejez ki egy sor érzelmet.
Az Elastic Heart az 1000 Forms of Fear harmadik kislemezeként jelent meg 2015 januárjában. A dalhoz 2015. január 7-én jelent meg videóklip, amelyben Ziegler ugyanabban a szőke parókában táncol egy hatalmas madárkalitkában Shia LaBeouf színésszel szemben. A YouTube-on több mint 1 milliárdszor nézték meg. Az Elastic Heart az amerikai Billboard Hot 100-as listán a 17. helyet érte el, és több országban, köztük Ausztráliában és Írországban is a Top 5-be került.
A Fire Meet Gasoline a negyedik és egyben utolsó kislemezként jelent meg az albumról Németországban 2015. június 19-én. A hozzá tartozó klip 2015. április 23-án jelent meg a YouTube-on. A filmet Heidi Klum fehérnemű kollekciója számára forgatták, a főszereplők pedig Klum és a Trónok harca színésze, Pedro Pascal voltak.

### Promóciós kislemezek
Az Eye of the Needle 2014. június 3-án jelent meg digitálisan promóciós kislemezként.

## Népszerűsítés
A Dazed & Confusednak adott interjújában Sia elmondta, hogy az 1000 Forms of Fear kampányában úgy döntött, hogy nem mutatja meg az arcát a videókban és a sajtófotókon; ehelyett a vizuális művészetre koncentrált a videóin keresztül. Az album promóciója során Sia felkérte Zieglert, hogy legyen az ő személyisége a színpadon, és úgy lépett fel, hogy háttal állt a kamerának. 2014. május 19-én Sia a Chandelier című dalt adta elő a The Ellen DeGeneres Show-ban, ahol Maddie Ziegler újra előadta a klip koreográfiáját. Sia 2014. június 9-én a Late Night with Seth Meyers című műsorban is előadta a dalt, a koreográfiát pedig a Csajok sztárja, Lena Dunham adta elő. 2014. július 4-én Sia fellépett a Jimmy Kimmel Live! című műsorban, ahol előadta a Chandelier, a Big Girls Cry és az Elastic Heart című dalokat.
2014. július 30-án Sia a Chandelier, az Elastic Heart és a Big Girls Cry című dalokat adta elő a VH1 SoundClash című műsorában. 2015. január 17-én Sia előadta a Chandelier és az Elastic Heart című dalokat a Saturday Night Live-ban. 2015. február 8-án Sia és Ziegler Kristen Wiig színésznővel együtt adta elő a Chandelier című dalt a 2015-ös Grammy-díjátadón a videóklip díszletére emlékeztető szobában.

## A kritikusok értékelései
Az 1000 Forms of Fear általában pozitív kritikákat kapott a kritikusoktól. A Boston Globe kritikusa, Sarah Rodman „dinamitnak” nevezte a kiadványt, míg Heather Phares az AllMusic-tól úgy nevezte az albumot, hogy „az a hangzás, ahogyan [Sia] birtokolja a sikerét”. Helen Brown a The Daily Telegraph-nak írva dicsérte az album produkcióját és az „inspiráló” dalszövegeket, amelyekben Sia drogfüggőséggel és bipoláris zavarral küzd. A Rolling Stone Julianne Escobedo Shepherdje egyszerűen azt írta, hogy „úgy hangzik, mint egy szupersztár” míg Maura Johnston a Spintől az 1000 Forms of Fear-t úgy jellemezte, mint „az emberi érzelmi spektrum egy darabját, amelyet lemezre rögzítettek”. A The New York Times nevében Jon Pareles szintén dicsérte az albumon található mély érzelmeket, és Sia énekhangját is kiemelte.
A Slant Magazine-ban Annie Galvin úgy vélte, hogy az 1000 Forms of Fear „lesz az a hajó, amely az énekesnőt a relatív ismeretlenségből a sztratoszférába repíti, amelyet azok a felismerhetőbb sztárok laknak, akik részben a dalszerzői képességeinek köszönhetően uralják a popzenei univerzumot”. Mikael Wood, a Los Angeles Times írója dicsérte Sia énekét és a Greg Kurstin által vezetett produkciót. Hasonlóan pozitívan értékelte Adam Markovitz, az Entertainment Weekly munkatársa is Sia hangját, aki „elképesztőnek” ítélte az albumot, és B értékelést adott neki. Robert Christgau egycsillagos dicsérő címet adott az albumnak (), kiemelve a Chandelier és az Elastic Heart című dalokat.
Egy kevésbé lelkes kritikában a The Guardian Harriet Gibsone-ja megosztotta, hogy az album annyira kifogástalan és „kortárs hangzású”, hogy „hatása idővel talán elhalványul”. A The A.V. Club írója, Annie Zaleski azt írta: „Az 1000 Forms of Fear minden bizonnyal rendelkezik azokkal a dalokkal és kortárs csillogással, amelyek Sia-t saját jogán sztárrá teszik, de mindez az érzelmi bensőségesség és a rendhagyó személyiség rovására megy”.

### Elismerések
Sarah Rodman a The Boston Globe-tól az 1000 Forms of Fear-t a 2014-es év „legnagyobb meglepetésének” nevezte. A Digital Spy 2014 15 legjobb albumát felsoroló listáján a 13. helyet foglalta el. Jon Pareles a The New York Times-tól az ötödik helyre helyezte az albumot az év kedvenc albumainak listáján. A Slant Magazine (13. hely) és a The Daily Telegraph (44. hely) 2014 legjobb albumainak listáján is szerepelt. A Rolling Stone a 20. helyre sorolta a 2014-es év 20 legjobb popalbumát tartalmazó listáján. A 2014-es ARIA Music Awards-on Sia az 1000 Forms of Fearrel elnyerte Az év albuma, A legjobb női előadó és A legjobb pop kiadvány díját. Első kislemeze, a Chandelier négy Grammy-jelölést kapott Az év dala, Az év felvétele, A legjobb szóló popénekes teljesítmény és A legjobb videóklip kategóriában az 57. Grammy-díjátadón.

## Kereskedelmi teljesítmény
Az 1000 Forms of Fear az amerikai Billboard 200-as lista élén debütált, az első héten 52 000 eladott példánnyal, ezzel közel két év óta ez lett a legalacsonyabb eladási adat egy listavezető album számára a listán. Clem Bastow, a The Guardian munkatársa így kommentálta az album sikerét az Egyesült Államokban: „Az ausztrál művészek általában jobban teljesítenek a Billboard Hot 100 kislemezlistán, de Sia még így is előkelő társaságban érezheti magát”. A The Sydney Morning Herald nevében George Palathingal úgy vélekedett, hogy az album debütálása a Billboard 200-as lista élén „egy (anti)marketingzseniális húzás” eredménye, és „a minőségi popzene büszkén álló esete”. Az 1000 Forms of Fear 2015 decemberéig 374 000 példányban kelt el az Egyesült Államokban.
Ausztráliában a kiadvány 2014. július 20-án debütált az ARIA Albums Chart élén, és 20 hétig maradt a listán. 2015 áprilisában az Ausztrál Hanglemezipari Szövetség platina minősítést adott az albumnak, mivel az országban 70 000 darabot adtak el belőle. Az 1000 Forms of Fear a kanadai albumlistán is az első helyen végzett. A kiadvány több ország albumlistájának első öt helyezettje között szerepelt, többek között Norvégiában (második hely), Új-Zélandon, Svédországban és Svájcban (negyedik hely), valamint Dániában (ötödik hely). Az Egyesült Királyságban az 1000 Forms of Fear az ötödik helyet érte el a brit albumlistán, és a British Phonographic Industry arany minősítést adott neki. 2016 februárjáig az albumból 268 949 példányt adtak el az Egyesült Királyságban. 2016 januárjáig világszerte 1 millió példányt adtak el belőle.

## Az albumon szereplő dalok listája
Az 1000 Forms of Fear albumfüzete alapján.
| 1.    | Chandelier             | Sia Furler Jesse Shatkin                  | Shatkin Greg Kurstin | 3:36 |
| 2.    | Big Girls Cry          | Furler Christopher Braide                 | Kurstin Braide       | 3:30 |
| 3.    | Burn the Pages         | Furler Kurstin                            | Kurstin              | 3:15 |
| 4.    | Eye of the Needle      | Furler Braide                             | Kurstin Braide       | 4:08 |
| 5.    | Hostage                | Furler Nick Valensi                       | Kurstin              | 2:56 |
| 6.    | Straight for the Knife | Furler Justin Parker                      | Kurstin              | 3:31 |
| 7.    | Fair Game              | Furler Kurstin                            | Kurstin              | 3:51 |
| 8.    | Elastic Heart          | Furler Thomas Wesley Pentz Andrew Swanson | Diplo Kurstin        | 4:17 |
| 9.    | Free the Animal        | Furler Kurstin Jasper Leak                | Kurstin              | 4:24 |
| 10.   | Fire Meet Gasoline     | Furler Kurstin Samuel Dixon               | Kurstin              | 4:01 |
| 11.   | Cellophane             | Furler Kurstin                            | Kurstin              | 4:25 |
| 12.   | Dressed in Black       | Furler Kurstin Grant Michaels             | Kurstin              | 6:40 |
| 48:28 |                        |                                           |                      |      |

| 1000 Forms of Fear – Japán bónuszdalok | 1000 Forms of Fear – Japán bónuszdalok | 1000 Forms of Fear – Japán bónuszdalok | 1000 Forms of Fear – Japán bónuszdalok | 1000 Forms of Fear – Japán bónuszdalok | 1000 Forms of Fear – Japán bónuszdalok | 1000 Forms of Fear – Japán bónuszdalok | 1000 Forms of Fear – Japán bónuszdalok | 1000 Forms of Fear – Japán bónuszdalok | 1000 Forms of Fear – Japán bónuszdalok |
|                                        | Cím                                    | Szerző(k)                              | Producer(ek)                           | Hossz                                  |                                        |                                        |                                        |                                        |                                        |
| -------------------------------------- | -------------------------------------- | -------------------------------------- | -------------------------------------- | -------------------------------------- | -------------------------------------- | -------------------------------------- | -------------------------------------- | -------------------------------------- | -------------------------------------- |
| 13.                                    | Chandelier (piano version)             | Furler                                 | Shatkin Kurstin                        | 4:00                                   |                                        |                                        |                                        |                                        |                                        |
| 14.                                    | Chandelier (Four Tet Remix)            | Furler                                 | Shatkin Kurstin Kieran Hebden (remix)  | 4:30                                   |                                        |                                        |                                        |                                        |                                        |
| 57:11                                  |                                        |                                        |                                        |                                        |                                        |                                        |                                        |                                        |                                        |

| 1000 Forms of Fear – Francia bónuszdalok | 1000 Forms of Fear – Francia bónuszdalok | 1000 Forms of Fear – Francia bónuszdalok | 1000 Forms of Fear – Francia bónuszdalok | 1000 Forms of Fear – Francia bónuszdalok | 1000 Forms of Fear – Francia bónuszdalok | 1000 Forms of Fear – Francia bónuszdalok | 1000 Forms of Fear – Francia bónuszdalok | 1000 Forms of Fear – Francia bónuszdalok | 1000 Forms of Fear – Francia bónuszdalok |
|                                          | Cím                                      | Szerző(k)                                | Producer(ek)                             | Hossz                                    |                                          |                                          |                                          |                                          |                                          |
| ---------------------------------------- | ---------------------------------------- | ---------------------------------------- | ---------------------------------------- | ---------------------------------------- | ---------------------------------------- | ---------------------------------------- | ---------------------------------------- | ---------------------------------------- | ---------------------------------------- |
| 13.                                      | Chandelier (piano version)               | Furler                                   | Shatkin Kurstin                          | 4:00                                     |                                          |                                          |                                          |                                          |                                          |
| 14.                                      | Chandelier (Owlle Remix)                 | Furler                                   | Shatkin Kurstin France Picoulet (remix)  | 4:18                                     |                                          |                                          |                                          |                                          |                                          |
| 15.                                      | Chandelier (Four Tet Remix)              | Furler Shatkin                           | Shatkin Kurstin Hebden (remix)           | 4:30                                     |                                          |                                          |                                          |                                          |                                          |
| 61:29                                    |                                          |                                          |                                          |                                          |                                          |                                          |                                          |                                          |                                          |

| 1000 Forms of Fear – (Deluxe változat) bónuszdalok | 1000 Forms of Fear – (Deluxe változat) bónuszdalok | 1000 Forms of Fear – (Deluxe változat) bónuszdalok | 1000 Forms of Fear – (Deluxe változat) bónuszdalok | 1000 Forms of Fear – (Deluxe változat) bónuszdalok | 1000 Forms of Fear – (Deluxe változat) bónuszdalok | 1000 Forms of Fear – (Deluxe változat) bónuszdalok | 1000 Forms of Fear – (Deluxe változat) bónuszdalok | 1000 Forms of Fear – (Deluxe változat) bónuszdalok | 1000 Forms of Fear – (Deluxe változat) bónuszdalok |
|                                                    | Cím                                                | Szerző(k)                                          | Producer(ek)                                       | Hossz                                              |                                                    |                                                    |                                                    |                                                    |                                                    |
| -------------------------------------------------- | -------------------------------------------------- | -------------------------------------------------- | -------------------------------------------------- | -------------------------------------------------- | -------------------------------------------------- | -------------------------------------------------- | -------------------------------------------------- | -------------------------------------------------- | -------------------------------------------------- |
| 13.                                                | Chandelier (piano version)                         | Furler                                             | Shatkin Kurstin                                    | 4:00                                               |                                                    |                                                    |                                                    |                                                    |                                                    |
| 14.                                                | Elastic Heart (piano version)                      | Furler                                             | Diplo Kurstin                                      | 4:10                                               |                                                    |                                                    |                                                    |                                                    |                                                    |
| 15.                                                | Chandelier (Four Tet Remix)                        | Furler                                             | Shatkin Kurstin Hebden (remix)                     | 4:30                                               |                                                    |                                                    |                                                    |                                                    |                                                    |
| 16.                                                | Chandelier (Plastic Plates Remix)                  | Furler                                             | Shatkin Kurstin                                    | 4:23                                               |                                                    |                                                    |                                                    |                                                    |                                                    |
| 17.                                                | Elastic Heart (Clams Casino Remix)                 | Furler Pentz Swanson                               | Diplo Kurstin                                      | 5:19                                               |                                                    |                                                    |                                                    |                                                    |                                                    |
| 18.                                                | Elastic Heart (Blood Diamonds Remix)               | Furler                                             | Diplo Kurstin                                      | 5:07                                               |                                                    |                                                    |                                                    |                                                    |                                                    |
| 19.                                                | Big Girls Cry (Odesza Remix)                       | Furler                                             | Kurstin Braide                                     | 4:21                                               |                                                    |                                                    |                                                    |                                                    |                                                    |
| 20.                                                | Big Girls Cry (Bleachers Remix)                    | Furler                                             | Kurstin Braide                                     | 4:04                                               |                                                    |                                                    |                                                    |                                                    |                                                    |
| 84:35                                              |                                                    |                                                    |                                                    |                                                    |                                                    |                                                    |                                                    |                                                    |                                                    |

## Közreműködők
- Sia – vokálok
- Greg Kurstin – dobok, gitár (1-6, 8-12), mellotron (1-2, 4, 6-10, 12), zongora (1-4, 6-11), basszusgitár (2-12), ütős hangszerek (2, 9), Hammond orgona (2, 5), billentyűsök (3, 11), xilofon (7, 9-12), cseleszta (12), chamberlin (12)
- Jesse Shatkin – dobok (1), billentyűsök (1)
- Nick Valensi – gitár (5)

Produkció
- Delbert Bowers – hangkeverő asszisztens (1-2, 4-5, 8-10, 12)
- Chris Braide – vokál produkció (2), hangfelvétel (2)
- Julian Burg – kiegészítő mérnöki munka
- Diplo – producer (8), dobprogramozás (8), hangmérnök (8)
- Chris Galland – hangkeverő asszisztens (1-2, 4-5, 8-10, 12)
- Rob Kleiner – hangfelvétel (8)
- Greg Kurstin – producer (1-7, 9-12), társproducer (8), hangfelvétel (2), hangmérnök, hangkeverés (3, 6-7, 11)
- Emily Lazar – maszterelés
- Manny Marroquin – hangkeverés (1-2, 4-5, 8-10, 12)
- Rich Morales – masztering asszisztens
- Alex Pasco – kiegészítő mérnöki munka
- Jesse Shatkin – producer (1), programozás (1), hangmérnök
- Sia – executive producer
- Andrew Swanson – dobprogramozás (8), hangmérnök (8)

## Helyezések
| Lista (2014–15)                               | Legjobb helyezés |
| --------------------------------------------- | ---------------- |
| Ausztrália (ARIA Top 50 Albums)               | 1                |
| Ausztria (Ö3 Austria Top 40)                  | 19               |
| Belgium (Ultratop Flandria)                   | 34               |
| Belgium (Ultratop Vallónia)                   | 10               |
| Kanada (Billboard Canadian Albums Chart)      | 1                |
| Dánia (Hitlisten Album Top 40)                | 5                |
| Hollandia (Dutch Charts Album Top 100)        | 22               |
| Finnország (Musiikkituottajat Albumit Top 50) | 9                |
| Franciaország (SNEP Album Top 100)            | 7                |
| Németország (Offizielle Top 100)              | 30               |
| Írország (IRMA)                               | 6                |
| Olaszország (FIMI)                            | 33               |
| Japán (Oricon)                                | 55               |
| Mexikó (AMPROFON)                             | 48               |
| Új-Zéland (Recorded Music NZ Top 40 Albums)   | 4                |
| Norvégia (VG-lista Album Top 40)              | 2                |
| Lengyelország (ZPAV Album Top 50)             | 7                |
| Portugália (AFP Top 30 Albums)                | 43               |
| Spanyolország (PROMUSICAE Top 100 Álbumes)    | 30               |
| Svédország (Sverigetopplistan Top 60 Albums)  | 4                |
| Svájc (Schweizer Hitparade Top 100 Albums)    | 4                |
| Egyesült Királyság (UK Albums Chart)          | 5                |
| USA Billboard 200                             | 1                |

| Lista (2014)       | Helyezés |
| ------------------ | -------- |
| Ausztrália         | 34       |
| Belgium (Wallonia) | 82       |
| Franciaország      | 44       |
| Svédország         | 69       |
| Svájc              | 75       |
| US Billboard 200   | 131      |

| Lista (2015)                | Helyezés |
| --------------------------- | -------- |
| Ausztrália (ARIA)           | 14       |
| Belgium (Ultratop Flanders) | 124      |
| Belgium (Wallonia)          | 50       |
| Dánia (Hitlisten)           | 23       |
| Franciaország               | 33       |
| Spanyolország (PROMUSICAE)  | 99       |
| Svájc (Swiss Hitparade)     | 52       |
| UK Albums Chart             | 24       |
| US Billboard 200            | 40       |

| Lista (2016)      | Helyezés |
| ----------------- | -------- |
| Dánia (Hitlisten) | 62       |
| UK Albums Chart   | 89       |
| US Billboard 200  | 129      |

## Minősítések és eladási adatok
| Régió | Minősítés  | Eladott példányszám |
| --- | ---------- | ------------------- |
| Ausztrália (ARIA) | platina    | 70 000^             |
| Brazília (Pro-Música Brasil) | 3× platina | 120 000‡            |
| Kanada (Music Canada) | arany      | 40 000^             |
| Dánia (IFPI Denmark) | 2× platina | 40 000‡             |
| Franciaország (SNEP) | platina    | 100 000*            |
| Németország (BVMI) | arany      | 100 000‡            |
| Olaszország (FIMI) | arany      | 25 000‡             |
| Mexikó (AMPROFON) | 2× platina | 120 000‡            |
| Lengyelország (ZPAV) | gyémánt    | 100 000‡            |
| Szingapúr (RIAS) | arany      | 5 000*              |
| Svédország (GLF) | platina    | 40 000‡             |
| Egyesült Királyság (BPI) | platina    | 300 000‡            |
| Egyesült Államok (RIAA) | 2× platina | 2 000 000‡          |
| * Eladási példányszámok kizárólag a minősítés alapján. ^ Kiszállítási példányszámok kizárólag a minősítés alapján. ‡ Eladási+streaming példányszámok kizárólag a minősítés alapján. |            |                     |

## Megjelenési történet
| Régió              | Dátum              | Formátum(ok)          | Változat | Kiadó                     | For.            |
| ------------------ | ------------------ | --------------------- | -------- | ------------------------- | --------------- |
| Ausztrália         | 2014. július 4.    | CD digitális letöltés | Standard | Inertia                   | [ 130 ] [ 131 ] |
| Új-Zéland          | 2014. július 4.    | CD digitális letöltés | Standard | Inertia                   | [ 132 ] [ 133 ] |
| Németország        | 2014. július 4.    | CD digitális letöltés | Standard | RCA Sony                  | [ 134 ] [ 135 ] |
| Egyesült Királyság | 2014. július 7.    | CD digitális letöltés | Standard | Monkey Puzzle Records RCA | [ 136 ] [ 137 ] |
| Egyesült Államok   | 2014. július 8.    | CD digitális letöltés | Standard | Monkey Puzzle Records RCA | [ 138 ] [ 139 ] |
| Németország        | 2014. augusztus 1. | LP                    | Standard | RCA Sony                  | [ 140 ]         |
| Világszerte        | 2015. május 1.     | CD digitális letöltés | Deluxe   | Monkey Puzzle RCA         | [ 141 ]         |

## Lásd még
- A Billboard 200 lista első helyezettjei 2014-ben

## Fordítás
Ez a szócikk részben vagy egészben  a(z)   1000 Forms of Fear című angol Wikipédia-szócikk fordításán alapul.  Az eredeti cikk szerkesztőit annak laptörténete sorolja fel. Ez a jelzés csupán a megfogalmazás eredetét és a szerzői jogokat jelzi, nem szolgál a cikkben szereplő információk forrásmegjelöléseként.